# جيسيكا عازار
جيسيكا عازار (بالإنجليزية: Jessica Azar)‏ (مواليد 20 سبتمبر 1986، بيروت - )، إعلامية لبنانية، درست الصحافة في جامعة سيدة اللويزة، وهي اليوم إحدى أهم مذيعات الأخبار على قناة MTV اللبنانيّة وقناة القاهرة والناس.

## البداية
عملت جيسيكا في بداياتها كمحرّرة في ملحق نهار الشباب التابع لجريدة النهار اللبنانيّة، ثمّ تولّت تحضير التقارير كمراسلة في تلفزيون الـ MTV من العام 2009 حتّى 2014. وتتولى المشاركة في تقديم"Press Review" على القناة نفسها. إلى جانب ذلك تعمل في برنامج القاهرة والناس. . جماليّاً، إرتبط إسمها بخبير الماكياج بسّام فتوح، لتتحول إلى وجه إعلاني له ولمستحضراته. ولجيسيكا شقيقة تدعى جنيفر تعمل في المجال الإعلامي أيضاً، وتتولى تقديم نشرة أخبار الطقس على تلفزيون الـ MTV.

## الحياة الشخصية
بعد الشائعات الكثيرة التي طالت الفنان العراقي كاظم الساهر حول ارتباطه عاطفياً بجيسيكا، خرجت الأخيرة عن صمتها ووضحت الأمر. وأكدت عازار في تصريحات صحفية أن وجود كاظم الساهر في عيد ميلادها والتقاط صورة معه لا تعني وجود أي علاقة عاطفية معه. وكان الساهر قد إحتفل للمرة الثانية مع جيسيكا بعيد ميلادها، حيث حضر العام الماضي، مما جعل عددا من الأخبار تنتشر عن وجود علاقة حب بينهما. وكانت عازار قد نفت في العام 2015 وجود أي علاقة عاطفية تجمعها به، مؤكدة أن علاقتهما علاقة صداقة ليس أكثر.
ويبقى الأمر اللافت هو حرص جيسيكا كما كاظم على عدم نشر صور من عيد الميلاد على مواقع التواصل الاجتماعي، وهذا الأمر يثير المزيد من الشكوك حول محاولة الثنائي، إخفاء حقيقة ما عن العيون.

## العمل السياسي
في عام 2018، ترشحت جيسيكا في الانتخابات النيابية اللبنانية لمقعد الروم الأورثوذكس المتن الشمالي عن حزب القوات اللبنانية.